# Johnbaumite
La johnbaumite è un minerale appartenente al gruppo dell'apatite.
Il nome è stato attribuito in onore di John Leach Baum (1916-2011).

## Varietà
La johnbaumite-M è il politipo monoclino della johnbaumite.